# RNA-Reinigung
Die RNA-Reinigung (auch RNA-Präparation, RNA-Isolierung) umfasst biochemische Methoden zur Trennung von RNA aus einem Gemisch oder einer Lösung, die mehrere Biomoleküle enthält.

## Zellaufschluss
Die RNA eines Organismus kann auf mehreren Wegen isoliert werden. Die meisten Verfahren beginnen mit einer Konzentration der Zellen durch Zentrifugation und einem für die jeweilige Gruppe geeigneten Zellaufschluss des Zell-Niederschlags. So müssen z. B. bei pflanzlichen, pilzigen oder bakteriellen Zellen, welche im Vergleich zu tierischen Zellen, Mycoplasmen und einigen Archaeenarten zusätzlich zur Zellmembran eine Zellwand besitzen, meist zusätzliche enzymatische (z. B. Lysozym bei Bakterien oder Proteinase K zur Proteolyse) oder mechanische Zerkleinerungsschritte (Standmixer) erfolgen. RNA ist im Vergleich zu DNA relativ empfindlich für abbauende Enzyme (bei RNA sind das RNasen), die ubiquitär vorkommen.

### Aufschlusspuffer
Durch Zugabe von starken Tensiden wie 1 % (m/V) Natriumlaurylsulfat oder N-Laurylsarcosin zum Aufschlusspuffer (synonym Lysispuffer) können die zellulären Biomembranen (z. B. Zellmembran, Zellkernmembran, Mitochondrienmembran) aufgelöst werden, dabei ist jedoch keine Trennung der RNA der unterschiedlichen Zellorganellen mehr möglich. Mit Chaotropen wie 8 molarem Harnstoff oder 6 molarem Guanidiniumthiocyanat können enthaltene RNasen denaturiert werden, teilweise reißen durch die hohe Tonizität auch die Biomembranen. RNA aus Zellkern, Zytosol, Mitochondrien oder Chloroplasten können dagegen durch eine hypotone Lyse mit einem Aufschlusspuffer niedriger Ionenstärke (1 mM gepuffert) und dem vergleichsweise milden Tensid Nonidet P-40 (0,05 % m/V) und einer folgenden Zellfraktionierung unter Erhalt der Membranen der Zellorganellen getrennt werden. Dabei werden die Zellmembranen teilweise gelöst und die zytosolische RNA und die intakten Zellorganellen aus den Zellen freigesetzt. RNA mit einem Poly-A-Schwanz kann durch eine Affinitätschromatographie mit einer Oligo-dT-Säule von anderen RNA getrennt werden. Nach einem Zellaufschluss folgt meist eine Klärung des Homogenates durch Filtration oder Zentrifugation.

### RNasen
Da RNA vergleichsweise schnell von zellulären RNasen abgebaut wird und eine relativ kurze biologische Halbwertszeit aufweist, werden die Extraktionen zügig bei etwa 4 °C (auf Eis) durchgeführt. Die verwendeten Lösungen werden zudem mit DEPC-behandeltem, RNase-freiem Wasser angesetzt. Bei manchen Lösungen kann die DEPC-Behandlung auch erst mit der fertigen Lösung erfolgen, nicht aber in Anwesenheit von TRIS oder Thiolen. Oftmals wird dem Aufschlusspuffer zusätzlich ein Thiol wie z. B. 10 millimolar Mercaptoethanol oder Dithiothreitol hinzugefügt, um RNasen durch die Spaltung ihrer Disulfidbrücken zu inaktivieren. Teilweise können RNase-Inhibitoren wie RNasin oder Vanadyl-Ribonukleosid-Komplexe (VDR) hinzugegeben werden. Auch existieren proteinbasierte RNase-Inhibitoren. Die verwendeten Reagenzien und Verbrauchsmaterialien sollten RNase-frei sein, um den unerwünschten Abbau der RNA zu mindern. Glasbehälter werden mindestens 2 Stunden bei 200 °C im Ofen bei trockener Hitze gebacken, um RNasen zu inaktivieren. Kontaminationen der Probe mit RNasen von der Haut und Kleidung des Experimentators können durch aufmerksames Arbeiten vermieden werden. Gereinigte RNA, die in der nächsten Woche für Versuche benötigt wird, kann bei −20 °C eingefroren werden, während die längerfristige Lagerung der isolierten RNA in wässriger Lösung oder des Ausgangsmaterials meistens bei −80 °C erfolgt. Teilweise wird RNA in stabilisiertem Formamid gelagert.

## Eigenschaften der RNA
RNA ist ein polares Biopolymer mit relativ hoher molarer Masse, weshalb sie in unpolarer Umgebung durch die verkleinerte Hydrathülle und die daraus folgende Absenkung ihrer Löslichkeit ausfällt. Daneben ist RNA aufgrund des Ribosephosphat-Rückgrates mit negativen Ladungen proportional zur Kettenlänge in sauren, wässrigen Lösungen unlöslich. Bei niedrigen pH-Werten sind die Phosphatgruppen und somit die negativen Ladungen der RNA mit Protonen abgesättigt, wodurch die Hydrathülle sich ebenfalls verkleinert. RNA ist ein wenig polarer und wasserlöslicher als DNA, da es pro Nukleotid eine Hydroxygruppe mehr besitzt. RNA ist im Vergleich zu DNA chemisch labiler, insbesondere bei basischen pH-Werten und bei erhöhter Temperatur (> 65 °C). RNA bildet bei hoher Ionenstärke, leicht saurem pH-Wert und niedriger Temperatur bereitwilliger Doppelstränge aus, während die Spezifität der Basenpaarung bei niedriger Ionenstärke, basischem pH-Wert und höherer Temperatur zunimmt. Bei hoher Ionenstärke sinkt die gegenseitige Abstoßung der negativ geladenen Phosphatgruppen innerhalb der RNA. Bei niedrigeren pH-Werten sind die Phosphatgruppen teilweise mit Protonen abgesättigt, wodurch die Abstoßung abnimmt. Die Bildung eines RNA-Doppelstrangs mit komplementären Sequenzen ist stabiler als ein RNA-DNA-Hybriddoppelstrang oder ein DNA-Doppelstrang, was sich auch in der höheren Spezifität der Basenpaarung von RNA im Vergleich zu DNA bei geeigneten Bedingungen widerspiegelt. Die Verfahren zur RNA-Reinigung ähneln denen der DNA-Extraktion aufgrund der Ähnlichkeit der beiden Moleküle.

## Trennverfahren

In der SEC eluieren große Partikel wie RNA, RNA und Polysaccharide vor Kleinen (z. B. Proteine, Metaboliten)

### RNA-Extraktion
Eine Serie aus Extraktionen und Fällungen ist vermutlich das meistverwendete Verfahren.

### Chromatographie
RNA kann durch Größenausschlusschromatographie (SEC) anhand ihres hydrodynamischen Volumens getrennt werden. Ebenso kann RNA durch Anionenaustauschchromatographie separiert werden.

### Sedimentation
Durch eine Gleichgewichts-Dichtegradientenzentrifugation in einem Cäsiumchlorid- oder Cäsiumtrifluoracetat-Gradienten kann RNA aufgrund ihrer Sedimentationskonstante getrennt werden.
Die Zellen können mit Harnstoff (6 M) und Lithiumchlorid (3 M) aufgeschlossen werden, gefolgt von einer Dichtegradientenzentrifugation mit einem Saccharose-Gradienten.
Durch Pulldown-Assays werden RNA-Moleküle anhand ihrer Affinität an eine Matrix adsorbiert und anhand der Eigenschaften der Matrix isoliert.

### Elektrophorese
Die RNA kann nach einer anderen vorangehenden Reinigung per Agarose-Gelelektrophorese oder per Kapillarelektrophorese nach ihrer elektrischen Ladung und ihrem hydrodynamischen Volumen aufgetrennt werden, welche beide von der Kettenlänge und somit von der Molmasse abhängen. Im Anschluss kann durch eine Gelextraktion einer bestimmten Bande im Gel die RNA isoliert werden.

### Filtration
Bei einer Serie von einer Mikrofiltration und mehreren Ultrafiltrationen werden Proben ebenfalls nach ihrem hydrodynamischen Volumen getrennt.